# Sars-Poteries
Sars-Poteries település Franciaországban, Nord megyében. Lakosainak száma 1411 fő (2022. január 1.). Sars-Poteries Lez-Fontaine, Beugnies, Dimont, Felleries és Solre-le-Château községekkel határos.

## Népesség
A település népessége az elmúlt években az alábbi módon változott:
| Lakosok száma | 1503 | 1486 | 1480 | 1441 | 1444 | 1437 | 1432 | 1420 | 1411 |
|               | 2013 | 2015 | 2016 | 2017 | 2018 | 2019 | 2020 | 2021 | 2022 |